# 閻萃峯
閻萃峯（?—?），河南省懷慶府河內縣人，清朝政治人物、同進士出身。
光緒九年（1883年），参加癸未科殿試，登進士三甲74名。同年五月，改翰林院庶吉士。光緒十二年四月，散館，俱著以部属用。